# Чурилово (Болгария)
Чурилово (болг. Чурилово) — село в Благоевградской области Болгарии. Входит в состав общины Петрич. Находится примерно в 19 км к северо-западу от центра города Петрич и примерно в 62 км к югу от центра города Благоевград. По данным переписи населения 2011 года, в селе  проживало 49 человек, преобладающая национальность — болгары.

## Население
| Год     | 1934 | 1946 | 1956 | 1965 | 1975 | 1985 | 1992 | 2001 | 2011 |
| ------- | ---- | ---- | ---- | ---- | ---- | ---- | ---- | ---- | ---- |
| Жителей | 175  | 246  | 383  | 231  | 181  | 163  | 128  | 76   | 49   |

|  |

## См.также
- Чуриловский монастырь